# Gall Force
Gall Force (ガルフォース?, Garu Fōsu) è una serie di anime fantascientifici, realizzati dallo studio Artmic, con la produzione di Youmex e della AIC. Il character design della serie fu curato da Kenichi Sonoda, sino a Gall Force - The Revolution. La serie è stata prodotta dal 1987 al 1996, mantenendo quasi inalterato l'intero staff di produzione. In Italia tutti i capitoli di Gall Force sono stati pubblicati dalla Yamato Video, ad eccezione di Gall Force - The Revolution, che è tuttora inedita.
Ad eccezione dei primi tre film, che sono tre sequel diretti, ogni capitolo della saga racconta una storia differente, ambientate nello stesso universo narrativo, ma in diversi periodi, a distanza anche di diversi secoli. Ciò nonostante i protagonisti di tutte le serie sono sempre gli stessi, come se si trattasse di continue reincarnazioni degli stessi personaggi.

## Prequel non ufficiale
- Star Front Gall Force

Si tratta di un prequel della storia di Gall Force. Originariamente apparsa sul mensile giapponese Model Graphix, nella forma di foto romanzo realizzato utilizzando alcuni dettagliati modellini, la storia gettò le fondamenta della storia che poi si sarebbe evoluta nel primo capitolo della saga. Rabby, Patty, e Rumy sono le uniche protagoniste presenti nella storia, e rispetto alle loro controparti animate hanno una uniforme, equipaggiamenti e veicoli differenti. Ciò nonostante la storia presenta diverse incongruenze con le vicende successive.

## Storia principale

### Primo arco narrativo
- Gall Force: Eternal Story

Da centinaia di anni nello spazio va avanti una guerra senza confine fra due razze contrapposte, i solnoids, i cui appartenenti sono tutti femminili, ed i paranoids, che invece sono tutti uomini. Nel mezzo della battaglia, un piano segreto, sviluppato dai leader di entrambe le razze, si realizza all'interno dell'astronave solnoid Star Leaf. Uno dei membri dell'equipaggio è stato a sua insaputa inseminato, e darà alla luce un paranoid, dando inizio al lungo processo di pace fra i due popoli.
- Gall Force 2: Destruction

Dieci anni dopo gli eventi di Eternal Story, Lufy, una delle sopravvissute della Star leaf, viene recuperata dalle forze solnoid. Lufy viene messa al corrente del piano segreto che le aveva viste protagoniste nel precedente capitolo della serie: unire geneticamente le due razze. Lacerata da mille dubbi, Lufy sarà messa di fronte ad una scelta, dato che le due razze contrapposte stanno combattendo proprio nel sistema solare in cui si è stabilita la nuova forma di vita nata sulla Star Leaf.
- Gall Force 3: Stardust War

I solnoid ed i paranoid stanno per confrontarsi per l'ultima volta nel desolato sistema solare Sigma Narse, dove stanno per utilizzare una micidiale arma che porterebbe alla distruzione totale dell'intero universo e di entrambe le razze. Tuttavia l'incontro delle protagoniste dell'anime con colui che sta continuando ad istigare alla guerra, le farà aprire gli occhi su quanto inutili siano i combattimenti.
- Ten Little Gall Force

Le principali scene di Eternal Story, Destruction e Stardust War vengono rivissute dalla protagoniste dell'anime in versione super deformed, come se si trattasse del making of di un film.

### Arco narrativo "Rhea/Earth"
- Rhea Gall Force
- Earth Chapter 1–3

I capitoli "Rhea/Earth" si collocano diverse migliaia di anni dopo le storie dei primi tre film. Nel ventunesimo secolo, l'umanità scopre alcune testimonianze di tecnologia aliena sulla Luna, che sono di fatto resti degli eventi di Eternal Story. I governi terrestri partendo da quei reperti, sviluppano nuove armi e nuove tecnologie, incluse forme di vita artificiali. Tuttavia queste nuove tecnologie provocano forti guerre e la distruzione totale del pianeta, ed i pochi sopravvissuti devono vedersela con i risorti paranoids, adesso conosciuti come NME, pseudonimo di "Enemy".

### Arco narrativo "New Era"
- Gall Force New Era 1–2

Secoli dopo i capitoli "Rhea/Earth", la razza umana viene interamente spazzata via dai risorti NME/paranoids, ad eccezione di un gruppetto di persone che riescono a fuggire nello spazio.

## Storia alternativa

### Gall Force — The Revolution
- Gall Force — The Revolution 1 – 4

Questa serie di OAV, pubblicata nel 1996 è una reinterpretazione della storia, in cui i paranoid sono assenti, e la guerra interminabile vede contrapposti gli schieramenti occidentali e orientali dei solnoid. I personaggi principali della storia, si ritrovano coinvolti in un movimento rivoluzionario il cui scopo è porre fine alla guerra.

## Personaggi e doppiatori
| Nome originale | Doppiatore originale |
| -------------- | -------------------- |
| Rabby          | Naoko Matsui         |
| Elza           | Naoko Matsui         |
| Patty          | Eriko Hara           |
| Rumy           | Yuriko Yamamoto      |
| Lufy           | Hiromi Tsuru         |
| Pony           | Michie Tomizawa      |
| Catty          | Chieko Honda         |

## Videogioco
Nel 1986 (lo stesso anno in cui fu pubblicato Eternal Story) gli Hal Laboratory, creatori della popolare serie di videogiochi Kirby, svilupparono Gall Force, il loro primo prodotto per consolle Nintendo Famicom. Il gioco era uno shoot 'em up, e seguiva una storia differente rispetto a quella di Eternal Story, ma aveva protagonista il personaggio di Rabby, che volava nell'universo alla ricerca degli altri membri dell'equipaggio dello Star Leaf. La Sony sviluppò due differenti videogiochi per piattaforma MSX: Gall Force - Defense of Chaos, uno shoot 'em up e
Gall Force - Eternal Story che invece era una avventura grafica.